# Canhoca
Canhoca, também grafada como Kanhoca, é uma vila e comuna angolana que se localiza na província de Cuanza Norte, pertencente ao município de Cazengo.

## Transportes
A vila dispõe de uma estação do Caminho de Ferro de Luanda, que a liga a Malanje e Luanda.